# Gesta Hunnorum et Hungarorum
La Gesta Hunnorum et Hungarorum ("Hechos de los hunos y los húngaros"), escrita principalmente por Simón de Kéza entre 1282 y 1285, es una de las primeras fuentes de la historia de Hungría. También es conocida como la Gesta Hungarorum (II), para indicar que es una continuación de una obra anterior, la Gesta Hungarorum (escrita hacia el año 1200).
Esta obra puede datarse con cierta precisión entre 1282 y 1285 debido a que menciona la Batalla de Hódtó (1282) pero no la invasión de los tártaros de 1285, que estuvo a punto de destruir el Reino de Hungría.
El contenido combina leyendas de los hunos con historia. Consta de dos partes:
- Las leyendas de los hunos, basadas en crónicas anteriores y ampliadas por la tradición oral
- La historia del Reino de Hungría a partir de la Gesta Hungaronum anterior.

Simón de Kéza fue un clérigo de la corte del rey Ladislao IV de Hungría, que reinó entre 1272 y 1290. Viajó largamente por Italia, Francia y Alemania y seleccionó sus materiales épicos y poéticos a partir de amplas lecturas. Según admitió el propio Kéza, se basó en fuentes alemanas, italianas y francesas, aunque también empleó con cierta libertad otras fuentes húngaras.
La Gesta Hunnorum et Hungarorum fue traducida por primera vez al húngaro en 1999 por László Veszprémy y Frank Schaer, de la Universidad de Centroeuropa.